# Nicolau de Mercoeur
Nicolau de Lorena, fill d'Antoni el Bo, duc de Lorena i ducat de Bar, i de Renata de Borbó-Montpensier, nascut a Bar-le-Duc el 1524, mort el 12 de juny de 1577, va ser en principi bisbe de Metz de 1543 a 1548 i de Verdun de 1544 a 1547, després comtat de Vaudémont de 1548 a 1577, senyor de Mercoeur de 1563 a 1569 i després duc de Mercoeur de 1569 a 1577 però sobretot, de 1552 a 1559, regent dels ducats de Lorena i de Bar durant la minoria del seu nebot Carles III. Fou igualment el pare de la reina de França Lluïsa esposa del rei Enric III.

## Biografia
Tenia 21 anys a la mort del seu germà gran, el duc Francesc I de Lorena el juny de 1545, i el jove bisbe va assumir la regència en nom del seu nebot Carles III de Lorena conjuntament amb la seva cunyada, la duquessa vídua nascuda Cristina de Dinamarca, però els Estats de Lorena van decidir el novembre de 1545 deixar a Cristina com única regent.
Neboda de l'Emperador Carles V, la jove vídua de 28 anys va adoptar evidentment una política favorable a l'Imperi, al qual s'oposava Nicolau. Aquest va començar a renunciar als seus bisbats el 1548 i a fer-se rellevar dels seus vots i va prendre el títol de comte de Vaudémont. L'any següent, es va casar.
La guerra va reprendre entre l'Imperi de Charles V i la França d'Enric II aliada amb els prínceps protestants de l'Imperi (Lliga de Smalkalda) el 1550. A la primavera de 1552, el rei de França va aprofitar per imposar la seva «protecció» als principats episcopals englobats als territoris ducals sota el pretext, incongruent per a l'època, que els seus habitants eren de llengua romança (els futurs Tres Bisbats). Això no obstant, va portar les seves tropes fins a Estrasburg, ciutat germanòfona, però en va.
El 15 d'abril de 1552, de pas per Nancy, el rei de França va destituir arbitràriament la regenta, i va nomenar el francòfil Nicolau al seu lloc i, per la força, va portar al jove duc Carles III de Lorena, de 9 anys, a acabar la seva educació a París per tal de sostreure'l a la influència de la duquessa-vídua. Nicolau exercirà la regència fins de tornada del seu nebot i duc legítim - unit a una esposa francesa -, el 1559.
Vidu el 1554, es va casar l'any següent amb Joana de Savoia-Nemours.
Es va retirar llavors de la vida pública i va col·leccionar quadres, llibres i armes, però aviat, havent perdut la seva segona esposa, es va casar de nou, amb 45 anys, a una cosina de la branca francesa dels Lorena-Guisa, Caterina de Lorena-Aumale que tenia 19 anys.
El 1575, va fer altra vegada - i sense haver-ho buscat - parlar d'ell: la seva filla gran Lluïsa de Vaudémont es va casar amb el rei Enric III de França.
Nicolau va morir dos anys més tard al seu castell de Nomeny a l'edat de 53 anys.

## Matrimonis i fills
Es va casar en primeres noces a Brussel·les l'1 de maig de 1549 amb Margarida d'Egmont (1517 † 1554) amb la que va tenir:
- Margarida (1550 † jove)
- Caterina (1551 † jove)
- Enric (1552 † jove), comte de Chaligny
- Lluïsa (1553 † 1601), casada a Reims el 15 de febrer de 1575 amb Enric III de França (1551 † 1589), rei de França.

Es va casar de nou en segones noces a Fontainebleau el 24 de febrer de 1555 amb Joana de Savoia (1532 † 1568), filla de Felip de Savoia, duc de Nemours i de Coca d'Orleans-Longueville, i va tenir:
- Felip-Manel de Lorena (1558 † 1602), duc de Mercoeur i de Penthièvre, es casa amb Maria de Luxemburg, vescomtessa de Martigues, que va tenir fills.
- Carles (1561 † 1587), cardenal, bisbat de Toul i de Verdun
- Joan (1563 † jove)
- Marguerite (1564 † 1625), mariée :
- Margarida (1564 † 1625), casada:
  1. el 1581 amb Anne (1561 † 1587), duc de Joyeuse,
  2. després el 1599 amb Francesc de Luxemburg († 1613), duc de Piney
- Claudi (1566 † jove)
- Francesc (1567 † 1596)

Es casa de nou en terceres noces el 15 de maig de 1569 amb Caterina de Lorena (1550 † 1606), filla de Claudi II d'Aumale, duc d'Aumale, i de Lluïsa de Brézé i va tenir:
- Antoni (1572 † 1587)
- Enric (1570 † 1600), comte de Chaligny
- Cristina (1571 † jove)
- Lluïsa (1575 † jove)
- Eric (1576 † 1623), bisbe de Verdun (1595-1611)